# Козаченковка
Козаченковка (укр. Козаченківка) — село в Валковской городской общине Богодуховского района Харьковской области Украины.
Код КОАТУУ — 6321283006. Население по переписи 2001 г. составляет 67 (27/40 м/ж) человек.

## Географическое положение
Село Козаченковка находится в 6-и км от г. Валки, примыкает к селу Кобзаревка, на расстоянии в 1 км находятся сёла Зайцевка и Лисконоги.
Недалеко от села расположен большой лесной массив лес Казённый.

## История
- 1805 - дата основания.

## Экономика
- В селе есть молочно-товарная ферма.